# Michael Diller (Maler)
Michael Diller (* 27. Januar 1950 in Arnstadt; † 23. Februar 1993 bei Zella-Mehlis) war ein deutscher Maler und Grafiker.

## Leben und Werk
Diller absolvierte von 1966 bis 1968 eine Lehre als Schiffbauer. Von 1974 bis 1978 studierte er, u. a. bei Johannes Prusko und Gerenot Richter, Kunsterziehung an der Humboldt-Universität zu Berlin. Im Anschluss an sein Studium arbeitete er zunächst kurze Zeit als Kunsterzieher. Er baute gemeinsam mit seinem Freund Hartmut Hornung in Berlin eine grafische Werkstatt für Radierungen und Lithografien auf arbeitete dort freiberuflich als Grafiker. Für seine Grafiken, die er selbst druckte, holte er sich Anregungen von den Arbeiten Horst Janssen. Inspiriert vom Werk Willem de Koonings begann er 1987 mit Malerei. Häufig übermalte er dabei seine eigenen Radierungen.
Diller war bis 1990 Mitglied des Verband Bildender Künstler der DDR. Er hatte eine bedeutende Zahl von Einzelausstellungen und Ausstellungsbeteiligungen. In der Zeit DDR war er u. a. 1982/1983 und 1987/1988 auf der IX. und X. Kunstausstellung der DDR in Dresden und auf mehreren internationalen Grafik-Biennalen vertreten.
Diller starb an den Folgen eines Autounfalls zwischen Zella-Mehlis und Oberhof.

## Museen und öffentliche Sammlungen mit Werken Dillers (unvollständig)
- Arnstadt: Schlossmuseum Arnstadt
- Berlin: Kupferstichkabinett
- Berlin: Berlinische Galerie[1]
- Berlin: Stiftung Stadtmuseum
- Dresden: Kupferstichkabinett
- Zeitz: Museum Schloss Moritzburg[2]

## Ehrungen
- 1983 Förderpreis und 1985 Preis im Wettbewerb 100 ausgewählte Grafiken

## Rezeption
„… was seine Konzeption bis heute kennzeichnet: das Auskosten illusionärer Effekte, das Abtasten unterschiedlichster, teils gegenläufiger Ausdrucksweisen in der Form.“

## Werke (Auswahl)

### Tafelbilder
- Zwei Bacchanten (1988, Öl auf Leinwand)
- Judith (1989, Öl auf Papier)

### Druckgrafik
- Die hohen Sprünge des Sergej W. (1981, Radierung, 32 × 29 cm)[4]
- Disko (1981, Radierung, 22 × 29,5 cm; Auftragsarbeit der Zeitung Junge Welt für deren Graphik-Edition)[5]
- Alles für die Katz (1982, Radierung, 50 × 65 cm; auf der IX. Kunstausstellung der DDR)[6]
- Mit der Geige steht man so (1982, Radierung, 25 × 21 cm)[4]

### Buchillustrationen
- Bonaventura: Nachtwachen. Reclam-Verlag, Leipzig, 1991. ISBN 3-379-00688-2 (mit Reproduktionen von 16 Radierungen)

## Einzelausstellungen (unvollständig)
- 1980, 1981, 1982, 1985, 1994; Galerie am Prater, Berlin
- 1982 und 1989: Galerie erph Erfurt
- 1983: Greifengalerie, Greifswald
- 1984/1985: Dresden, Galerie Comenius
- 1985: Prag, Galeria Fronta (mit Hartmut Hornung)
- 1985 und 1986: Galerie im Alten Museum, Berlin
- 1989: Galerie Steinbrecher, Bremen
- 1990: Inselgalerie, Berlin
- 1990: Städtische Galerie Peter Breuer, Zwickau
- postum 1995: Galerie Berlin, Berlin